# 보리스 필냐크

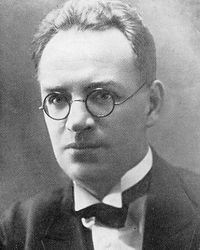

보리스 필냐크(러시아어: Бори́с Пильня́к, 본명: 보리스 안드레예비치 보가우/Бор-ис Андреевич Вога́у, 1894년 10월 11일 ~ 1938년 4월 21일)는 러시아의 작가이다.

## 생애
1894년 10월 11일 모스크바 근교 모자이스크에서 태어났다. 그가 글쓰기를 시작한 것은 매우 이른 나이인 9세 때이며, 산문이 최초로 출판된 것은 15세 때로 알려져 있다. 1915년 그는 본격적으로 전업 작가의 길에 들어섰으며 ≪러시아 사상≫, ≪수확≫, ≪섬광≫, ≪은하수≫ 같은 잡지에 여러 편의 단편을 게재했다. 이때 그는 이미 필명인 필냐크를 사용하기 시작했다.
1922년 출간된 ≪벌거벗은 해≫는 내전 당시 혁명으로 인한 격변과 이를 겪는 시민들의 생활을 담고 있다. 이 소설이 발표되자 큰 파장이 일어났다. 1920년대 초 필냐크의 성공은 필냐크식 복잡한 문체에 대해 필냐크주의라는 말이 붙여질 정도로 커다란 문학적 사건이었다.
그러나 1926년 출간된 ≪꺼지지 않은 달의 이야기≫는 당국을 화나게 만들었다. 비평가들은 이 작품이 빈약하기 짝이 없이 각색된 군사 지도자의 죽음을 둘러싼 상황에 주목했다. 쏟아지는 비난에 필냐크는 작품이 크나큰 실수였다고 재빨리 입장을 바꾸었지만 그의 운명은 사실상 돌이킬 수 없는 지경에 처하게 되었다. 1929년에는 ≪마호가니≫ 출판을 둘러싸고 새로운 스캔들이 발생했다. 필냐크는 이 작품을 베를린 소재 러시아 이민자가 설립한 출판사인 페트로폴리스를 통해 출판했는데, 그가 반소비에트적 작품을 비밀리에 국외로 반출해 출판하는 과오를 범했다는 비난을 불러일으켰다. 작품이 반소비에트적 내용을 담고 있다는 비난은 작품에 대한 자유로운 토론의 원천을 봉쇄하는 정치적인 비난이었다.
이 사건은 필냐크의 운명에 최후의 결정타를 날렸다. 출판 소식이 국내에 알려지자마자 필냐크에 대한 광범위한 조리돌리기가 시작되었다. 정부가 모든 수단을 동원해 토끼몰이처럼 대대적인 공격에 나선 것이다. 항의의 뜻으로 그는 작가 조직을 탈퇴했다. 필냐크에게는 더 이상 출판하는 것이 허용되지 않았고, 그는 1937년 대숙청이 진행될 때 반혁명 활동(즉 트로츠키주의), 일본을 위한 첩자 활동과 테러리즘의 죄목으로 체포되었다. 그는 1938년 4월 21일 최고 법원 군사 법정에서 15분간 진행된 재판 끝에 사형 언도를 받았다. 사형 판결을 받은 당일 모스크바에서 총살형을 당했고 가족은 그의 생사에 대해 아무런 소식을 듣지 못했다.